# São Miguel (Ovar)
São Miguel, também conhecido como Bairro de São Miguel ou Largo de São Miguel é um lugar situado em Ovar, Portugal, no limite sudoeste da antiga freguesia de Ovar, entre o centro da cidade e a Linha do Norte.
Tradicionalmente, era referido como Largo de São Miguel (atual Largo 1º de Dezembro), onde se situa uma capela dedicada a este orago. Era aqui levada a cabo, no dia 29 de cada mês desde 1711, uma grande feira de cavalos e gado bovino.
Foi neste local que nasceu o benemérito vareiro Francisco Marques da Silva.